# Fiandraia
Fiandraia — вимерлий монотипний рід нотоунгулятів, який мешкав в Уругваї в олігоцені та ранньому міоцені. Він був знайдений у формації Фрей-Бентос, у скелях, датованих періодом Десеадан.
Таксономічний статус Fiandraia історично спірний; у 1976 році його першовідкривач Розеллі відніс його до родини Mesotheriidae; у 1978 році в Mones & Ubilla він вважався частиною Interatheriidae; МакКенна та Белл у 1997 році помістив його до власної родини, Fiandraiinae, сама частина Mesotheriidae; Флінн та інші вважали його в 2005 році членом Toxodontidae замість Mesotheriinae.